# Los Angeles Film Critics Association Awards 2017

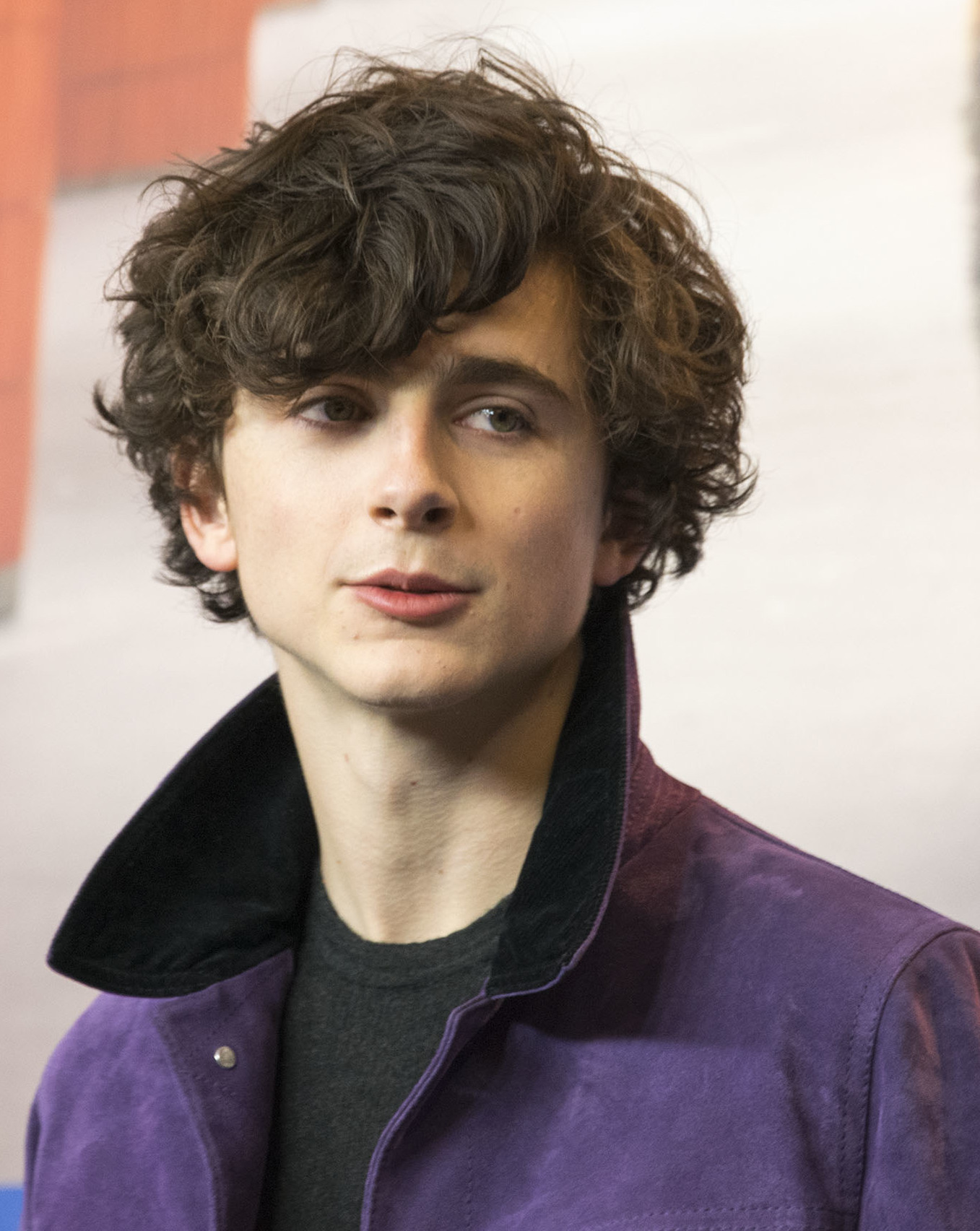
Timothée Chalamet vítěz v kategorii nejlepší herec v hlavní roli

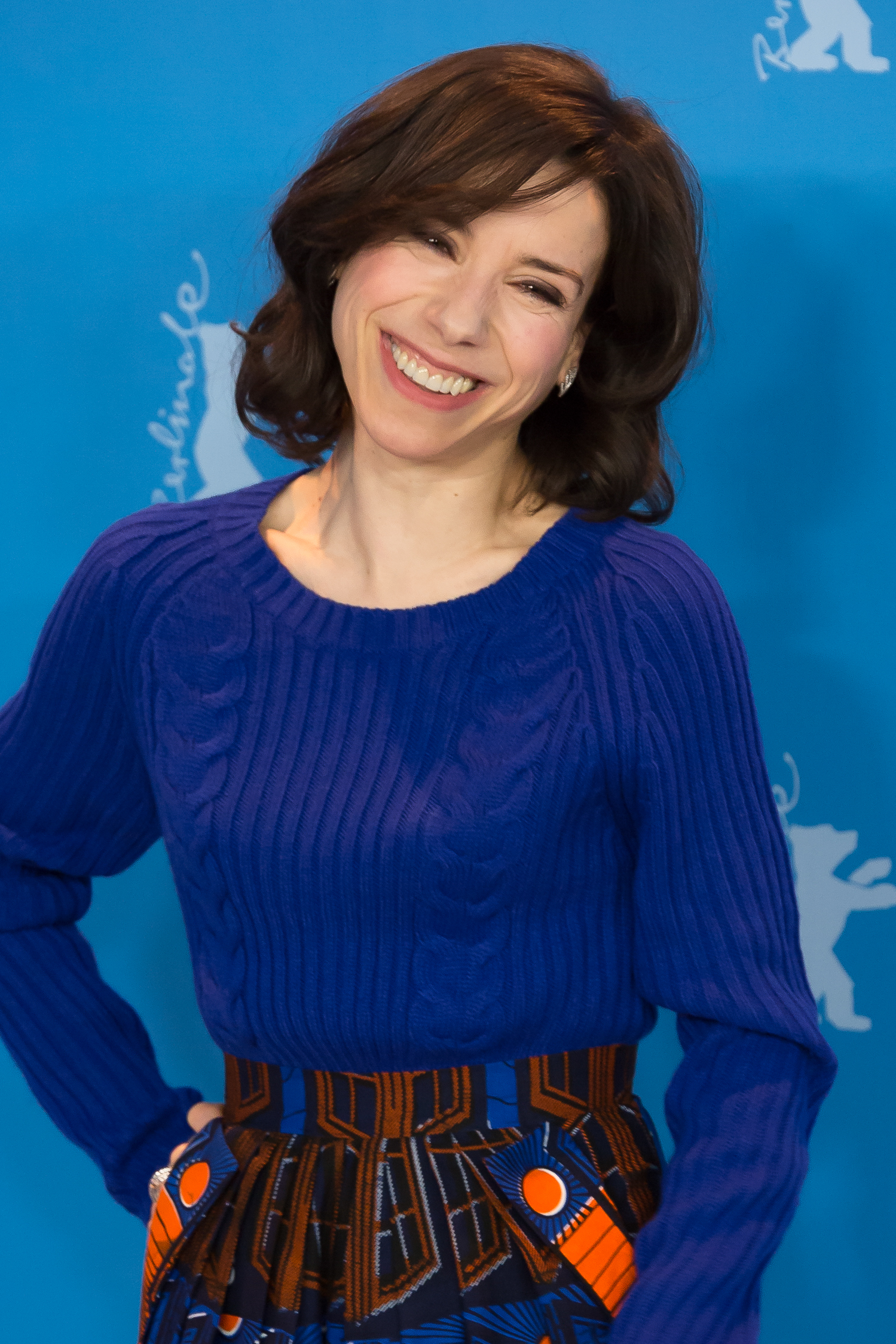
Sally Hawkins vítězka v kategorii nejlepší herečka v hlavní roli

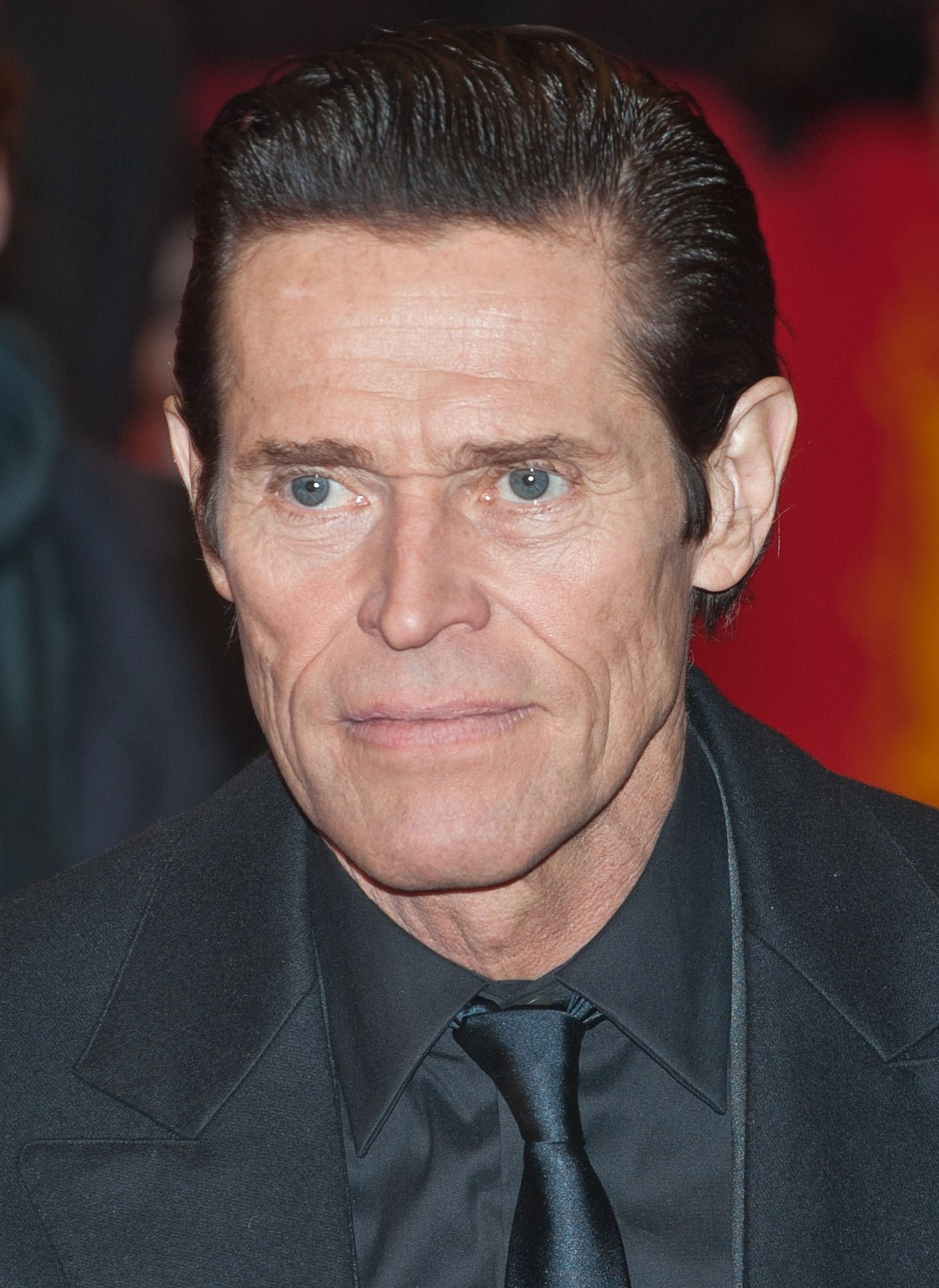
Willem Dafoe vítěz v kategorii nejlepší herec ve vedlejší roli

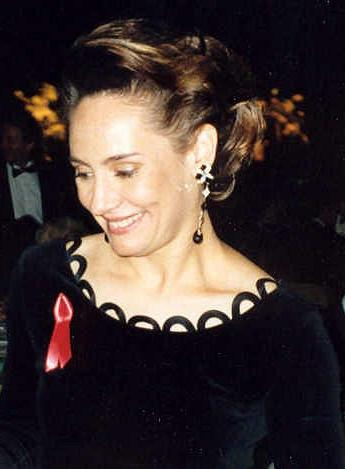
Laurie Metcalf vítězka v kategorii nejlepší herečka ve vedlejší roli

43. ročník předávání cen asociace Los Angeles Film Critics Association se konal dne 3. prosince 2017.

## Vítězové

### Nejlepší film
1. Dej mi své jméno
2. The Florida Project

### Nejlepší režisér
1. Guillermo del Toro – Tvář vody a Luca Guadagnino – Dej mi své jméno (remíza)

### Nejlepší scénář
1. Jordan Peele – Uteč
2. Martin McDonagh – Tři billboardy kousek za Ebbingem

### Nejlepší herec v hlavní roli
1. Timothée Chalamet – Dej mi své jméno
2. James Franco – The Disaster Artist: Úžasný propadák

### Nejlepší herečka v hlavní roli
1. Sally Hawkins – Tvář vody
2. Frances McDormandová – Tři billboardy kousek za Ebbingem

### Nejlepší herec ve vedlejší roli
1. Willem Dafoe – The Florida Project
2. Sam Rockwell – Tři billboardy kousek za Ebbingem

### Nejlepší herečka ve vedlejší roli
1. Laurie Metcalf – Lady Bird
2. Mary J. Blige – Mudbound

### Nejlepší dokument
1. Visages, villages
2. Jane

### Nejlepší cizojazyčný film
1. 120 BPM a Nemilovaní (remíza)

### Nejlepší animovaný film
1. Živitel
2. Coco

### Nejlepší kamera
1. Dan Laustsen – Tvář vody
2. Roger Deakins – Blade Runner 2049

### Nejlepší střih
1. Lee Smith – Dunkerk
2. Tatiana S. Riegel – Já, Tonya

### Nejlepší výprava
1. Dennis Gassner – Blade Runner 2049
2. Paul D. Austerberry – Tvář vody

### Nejlepší skladatel
1. Jonny Greenwood – Nit z přízraků
2. Alexandre Desplat – Tvář vody

### Ocenění pro novou generaci
- Greta Gerwig

### Kariérní ocenění
- Max von Sydow

### Ocenění Douglase Edwardse
- Lee Anne Schmitt – Očistit tuto zemi